# Žumberak
Žumberak je nejmenší opčinou v Záhřebské župě a jednou z nejmenších opčin v Chorvatsku. Je pojmenována podle pohoří Žumberačka gora, v němž se nachází. Žumberak je vzdálen asi 58 km západně od centra Záhřebu. V roce 2011 žilo v celé opčině 883 obyvatel. Ve stejnojmenné vesničce Žumberak žije pouze 6 obyvatel, proto je střediskem opčiny vesnice Kostanjevac, která je jejím největším sídlem.
Součástí opčiny je celkem 33 trvale obydlených vesnic. Kromě Kostanjevace však žádná vesnice nepřesahuje 100 obyvatel, jde tedy převážně o drobné, často již téměř zaniklé vesničky. Největšími vesnicemi jsou Kostanjevac, Sošice, Donji Oštrc, Gornji Oštrc a Tupčina.
- Cernik – 11 obyvatel
- Donji Oštrc – 72 obyvatel
- Drašći Vrh – 22 obyvatel
- Glušinja – 22 obyvatel
- Gornji Oštrc – 57 obyvatel
- Grič – 14 obyvatel
- Hartje – 34 obyvatel
- Javor – 10 obyvatel
- Jurkovo Selo – 66 obyvatel
- Kalje – 17 obyvatel
- Kordići Žumberački – 5 obyvatel
- Kostanjevac – 121 obyvatel
- Kupčina Žumberačka – 39 obyvatel
- Markušići – 6 obyvatel
- Mrzlo Polje Žumberačko – 41 obyvatel
- Petričko Selo – 18 obyvatel
- Plavci – 5 obyvatel
- Radinovo Brdo – 9 obyvatel
- Reštovo Žumberačko – 14 obyvatel
- Sopote – 3 obyvatelé
- Sošice – 77 obyvatel
- Stari Grad Žumberački – 2 obyvatelé
- Stupe – 31 obyvatel
- Tomaševci – 10 obyvatel
- Tupčina – 49 obyvatel
- Veliki Vrh – 12 obyvatel
- Visoće – 24 obyvatel
- Višći Vrh – 16 obyvatel
- Vlašić Brdo – 2 obyvatelé
- Vukovo Brdo – 12 obyvatel
- Žamarija – 22 obyvatel
- Željezno Žumberačko – 34 obyvatel
- Žumberak – 6 obyvatel

Nacházejí se zde i zaniklé vesnice Grgetići a Jezernice.